# میلی‌ثانیه

از میلی‌ثانیه تا سال

میلی‌ثانیه (به انگلیسی: millisecond) واحدی از زمان و برابر با یک‌هزارم ثانیه است. میلی‌ثانیه از دو کلمهٔ میلی به معنی هزار و ثانیه یا یک‌شصتم دقیقه تشکیل شده‌است و آن را با ms نشان می‌دهند. هر ۱۰ میلی‌ثانیه برابر با یک‌صدم ثانیه یا ۱ سانتی‌ثانیه است.

هر روز از ۸۶۴۰۰۰۰۰ (هشتاد و شش میلیون و چهارصدهزار) میلی‌ثانیه تشکیل شده‌است.

## اندازه‌ها برحسب میلی‌ثانیه
در اینجا فهرستی از اعمال طبیعی و برخی موارد علمی برحسب میلی‌ثانیه موجود است. برای راحتی در مقایسه‌ها، موارد این فهرست به ترتیب از ۱ میلی‌ثانیه شروع شده و با ۱ ثانیه پایان می‌یابد.
- ۱ میلی‌ثانیه - زمان تناوب فرکانس ۱ کیلوهرتز؛ موجی از صوت در ۱ میلی‌ثانیه، ۳۴ متر را می‌پیماید.
- ۱٫۰۰۰۶۹۲۲۸۶ میلی‌ثانیه - زمانی که لازم است تا نور ۳۰۰ کیلومتر در خلا حرکت کند.
- ۲٫۲۷ میلی‌ثانیه - زمان تناوب فرکانس  ۴۴۰ هرتز. این عدد فرکانس نت لا بعد از دوی وسط پیانو است.
- ۳ میلی‌ثانیه - مدت زمانی که طول می‌کشد تا مگس یک بار بال بزند.
- ۳٫۳ میلی‌ثانیه - تاخیر بین شروع تا انفجار ماده منفجره سی۴
- ۴ میلی‌ثانیه - زمان میانگین جستجو برای دیسک سختی با سرعت ۱۰۰۰۰ دور در دقیقه
- ۵ میلی‌ثانیه -  مدت زمان بال زدن زنبور عسل
- ۸ میلی‌ثانیه - برابر با ۱/۱۲۵ ام ثانیه، سرعت استاندارد برای شاتر در دوربین عکاسی؛ بیشترین سرعت تعویض دنده در گیربکس انتقال مستقیم
- ۱۰ میلی‌ثانیه - زمان تناوب فرکانس  ۱۰۰ هرتز
- ۱۱  میلی‌ثانیه - زمان تاخیر یک کنترل رادیویی
- ۱۶٫۷  میلی‌ثانیه - یا یک شصتم ثانیه (یک آن)، زمان تناوب شبکهٔ اصلی جریان متناوب ۶۰ هرتزی در ایالات متحده آمریکا
- ۲۰ میلی‌ثانیه - زمان تناوب شبکهٔ اصلی جریان متناوب ۵۰ هرتزی در اروپا
- ۳۳٫۳ میلی‌ثانیه - مقدار زمانی که یک فریم در ویدئویی با ۳۰ فریم در ثانیه نمایش داده می‌شود(ویدئو در آمریکا و ژاپن).
- ۴۰ میلی‌ثانیه - مقدار زمانی که یک فریم در ویدئویی با ۲۵ فریم در ثانیه نمایش داده می‌شود(ویدئو در ایران، اروپا و اکثر بخشهای آسیا).
- ۴۱٫۷۰۸ میلی‌ثانیه - مقدار زمانی که یک فریم در ویدئویی با ۲۴ فریم در ثانیه نمایش داده می‌شود. (در واقع در اکثر فیلم‌های سینمایی ۲۳٫۹۷۶ فریم در ثانیه نمایش می‌یابد)
- ۵۰ میلی‌ثانیه - زمان تناوب فرکانس ۲۰ هرتز؛ کمترین فرکانس قابل شنیدن برای انسان
- ۵۰ میلی‌ثانیه - فاصله بین تعویض دو دنده در گیربکس لامبورگینی آونتادور
- ۶۰ میلی‌ثانیه - زمان تناوب شبکه جریان متناوب ۱۶٫۷ هرتزی قطارهای الکتریکی اروپا
- ۶۲٫۵ میلی‌ثانیه - زمان نواختن نت ۱/۶۴ در مترونوم ۶۰
- ۵ تا ۸۰ میلی‌ثانیه - تاخیر رایج در شبکه‌های اینترنت پرسرعت (متغیری مهم برای بازی‌های آنلاین)
- ۱۰۰ میلی‌ثانیه - فاصله بین تعویض دو دنده در گیربکس فراری اف‌ایکس‌ایکس
- ۱۲۵ میلی‌ثانیه - زمان نواختن نت ۱/۳۲ در مترونوم ۶۰
- ۱۳۴ میلی‌ثانیه - زمانی که طول می‌کشد تا نور یک دور زمین را از روی خط استوا دور بزند.
- ۱۵۰ میلی‌ثانیه - بیشینه تاخیر مجاز در شبکه تلفن
- ۱۸۵ میلی‌ثانیه - زمان یک دور کامل موتور بالگرد بل ۲۱۲، ۲۰۵ و ۴۱۲ (دور موتور ۳۲۴ دور بر دقیقه‌است.)
- ۲۰۰ میلی‌ثانیه - زمانی که طول می‌کشد تا مغر انسان احساسات رو از روی چهره تشخیص دهد
- ۲۵۰ میلی‌ثانیه - بیشینه زمان تاخیر توصیه شده برای بارگذاری صفحه‌های وب
- ۲۵۰ میلی‌ثانیه - زمان نواختن نت ۱/۱۶ در مترونوم ۶۰
- ۳۰۰ تا ۴۰۰ میلی‌ثانیه - زمان پلک‌زدن چشم انسان
- ۴۳۰ تا ۵۰۰ میلی‌ثانیه - تندای موسیقی‌های رقص مدرن (۱۲۰ تا ۱۴۰ بیت بر دقیقه)
- ۴۰۰ میلی‌ثانیه - زمانی که طول می‌کشد تا توپ در سریع‌ترین پرتاب در بیسبال به منطقه ضربه برسد
- ۴۹۵ میلی‌ثانیه - زمان تقریبی دریافت و ارسال اطلاعات با یک ماهواره زمین‌هم‌زمان
- ۵۰۰ میلی‌ثانیه - زمان نواختن نت ۱/۸ در مترونوم ۶۰
- ۸۶۰ میلی‌ثانیه - متوسط زمان استراحت قلب در هر سیکل
- ۱۰۰۰ میلی‌ثانیه - یک ثانیه، زمان تناوب فرکانس ۱ هرتز
- ۸۶٬۴۰۰٬۰۰۰ (۲۴×۶۰×۶۰×۱۰×۱۰×۱۰) میلی ثانیه - یک روز

## نیمه‌عمرها
برای فهرست نیمه‌عمرها در این مقیاس فهرست ایزوتوپ‌ها بر پایه نیمه‌عمر را ببینید.